# Вершки

Вершки порційні

Вершки́, смета́нка, зах. верхни́на діал. осу́жка — це цінний і поживний молочний продукт, що отримують в процесі сепарування молока. Вершки широко застосовуються від кулінарії до медицини.
Являють собою однорідну білу рідину з кремовим відтінком, без грудок жиру, чисту, без сторонніх запахів.

## Виготовлення і види
Вершки виготовляють з коров'ячого молока. Процес відділення вершків традиційно називався збиранням, а молоко, що залишалося після нього — збираним або молочними відвійками (зараз частіше знежиреним).
У теперішній час одержують цей продукт сепаруванням молока.
Залежно від термічної обробки вершки бувають пастеризовані і стерилізовані. Їх виготовляють без наповнювачів і з ними. Пастеризовані вершки випускають з таким вмістом жиру: 8, 10, 20 і 35 %. Пастеризацію вершків з вмістом жиру 8 і 10 % проводять при температурі 80°С, а 20 і 35 % — при 87° С.
Стерилізовані вершки мають 10 % жиру. Як наповнювачі використовують цукор, какао, каву та інші добавки. У рецептуру вершків з цукром входить 7 % цукру, з какао — 7 % цукру і 2,5 % какао, з кавою — 10 % цукру і 2 % кави.

## Використання
Вершки мають широке застосування. Їх рекомендують споживати при виразці шлунка та дванадцятипалої кишки, гастритах, для посиленого харчування дітей та дорослих.
З вершків одержують сметану і вершкове масло. Цей продукт використовують у виробництві деяких кондитерських і хлібобулочних виробів, морозива та ін. У питних вершках міститься від 8 до 35 % жиру, 2,5—3 % білків і 3,5—4 % цукрів.